# Б'юв (комуна)
Комуна Б'юв (швед. Bjuvs kommun) — адміністративно-територіальна одиниця місцевого самоврядування, що розташована в лені Сконе у південній Швеції.
Б'юв 271-а за величиною території комуна Швеції. Адміністративний центр комуни — місто Б'юв.

## Населення
Населення становить 14 870 чоловік (станом на вересень 2012 року). 
| Кількість населення комуни Б'юв за 1970-2010 роки | Кількість населення комуни Б'юв за 1970-2010 роки | Кількість населення комуни Б'юв за 1970-2010 роки | Кількість населення комуни Б'юв за 1970-2010 роки | Кількість населення комуни Б'юв за 1970-2010 роки |
| ------------------------------------------------- | ------------------------------------------------- | ------------------------------------------------- | ------------------------------------------------- | ------------------------------------------------- |
| Рік                                               |                                                   |                                                   | Населення                                         |                                                   |
| 1970                                              | 1970                                              |                                                   | 13 228                                            | 13 228                                            |
| 1975                                              | 1975                                              |                                                   | 14 192                                            | 14 192                                            |
| 1980                                              | 1980                                              |                                                   | 14 672                                            | 14 672                                            |
| 1985                                              | 1985                                              |                                                   | 14 107                                            | 14 107                                            |
| 1990                                              | 1990                                              |                                                   | 14 297                                            | 14 297                                            |
| 1995                                              | 1995                                              |                                                   | 14 199                                            | 14 199                                            |
| 2000                                              | 2000                                              |                                                   | 13 705                                            | 13 705                                            |
| 2005                                              | 2005                                              |                                                   | 14 007                                            | 14 007                                            |
| 2010                                              | 2010                                              |                                                   | 14 841                                            | 14 841                                            |
| Джерело: SCB                                      |                                                   |                                                   |                                                   |                                                   |

## Населені пункти
Комуні підпорядковано 5 міських поселень (tätort) та низка сільських, більші з яких:
- Б'юв (Bjuv)
- Екебю (Ekeby)
- Біллесгольм (Billesholm)
- Ґуннарсторп (Gunnarstorp)

## Галерея

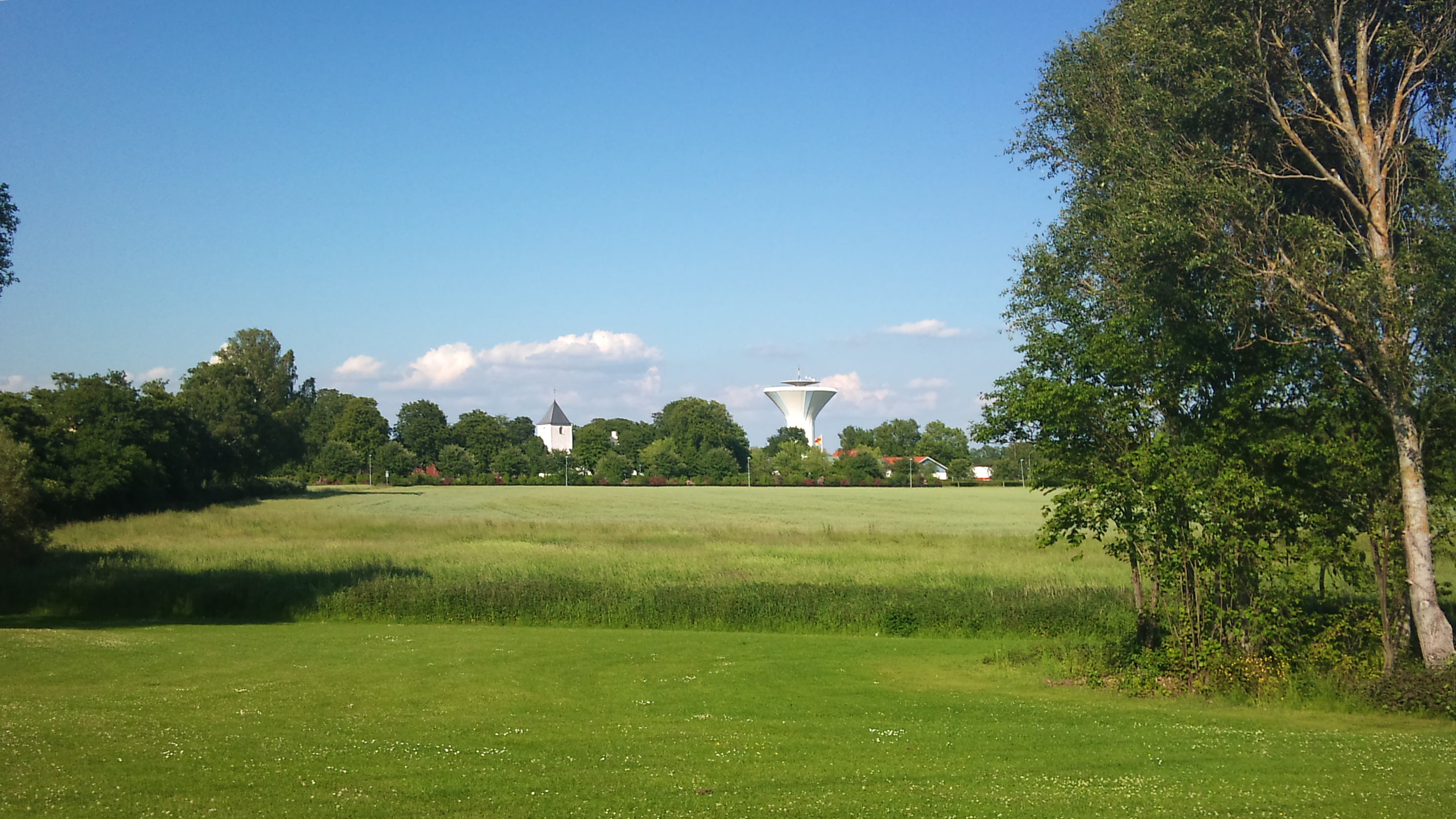
Вид на Б'юв
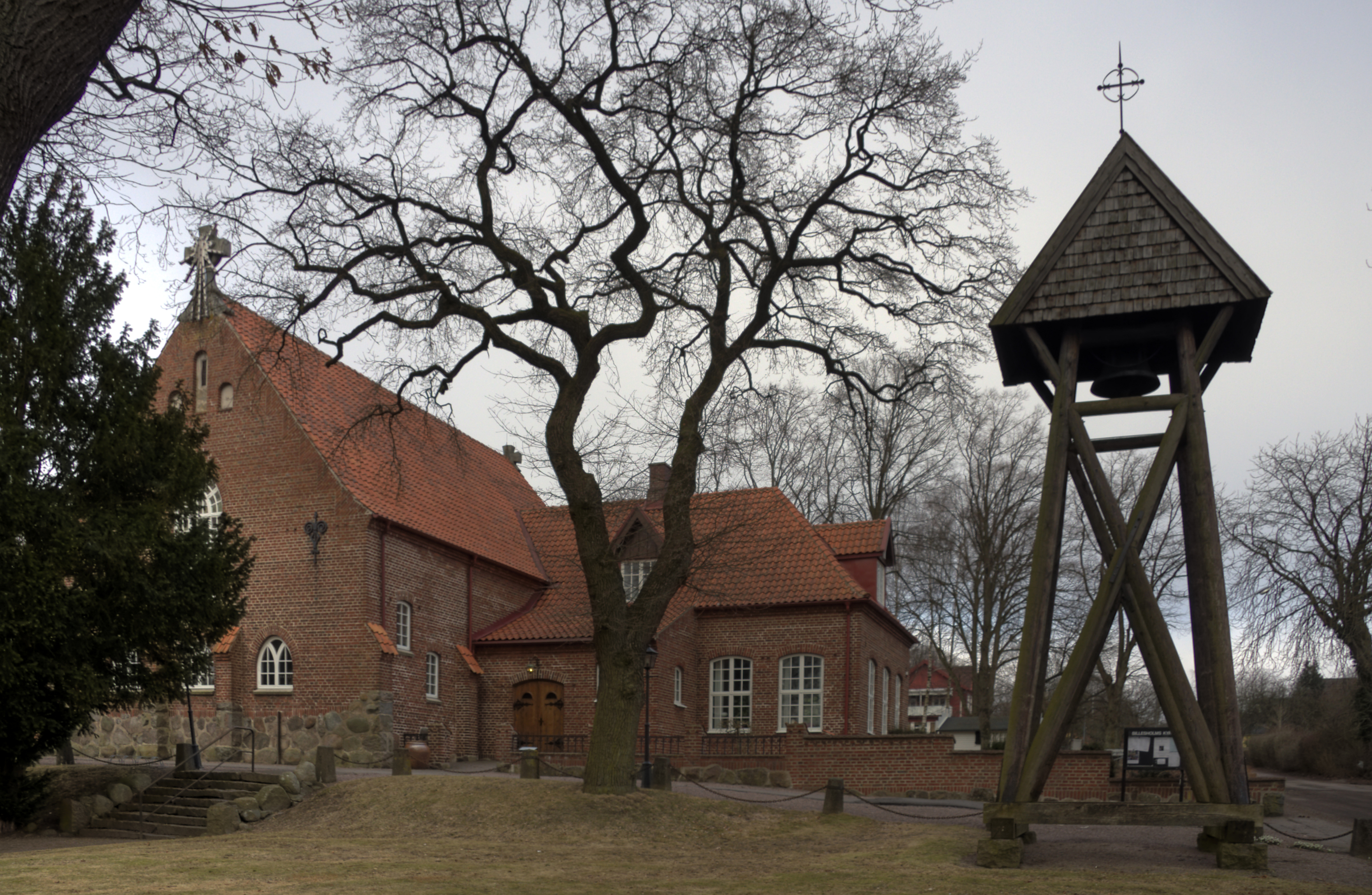
Церква (Біллесгольм)
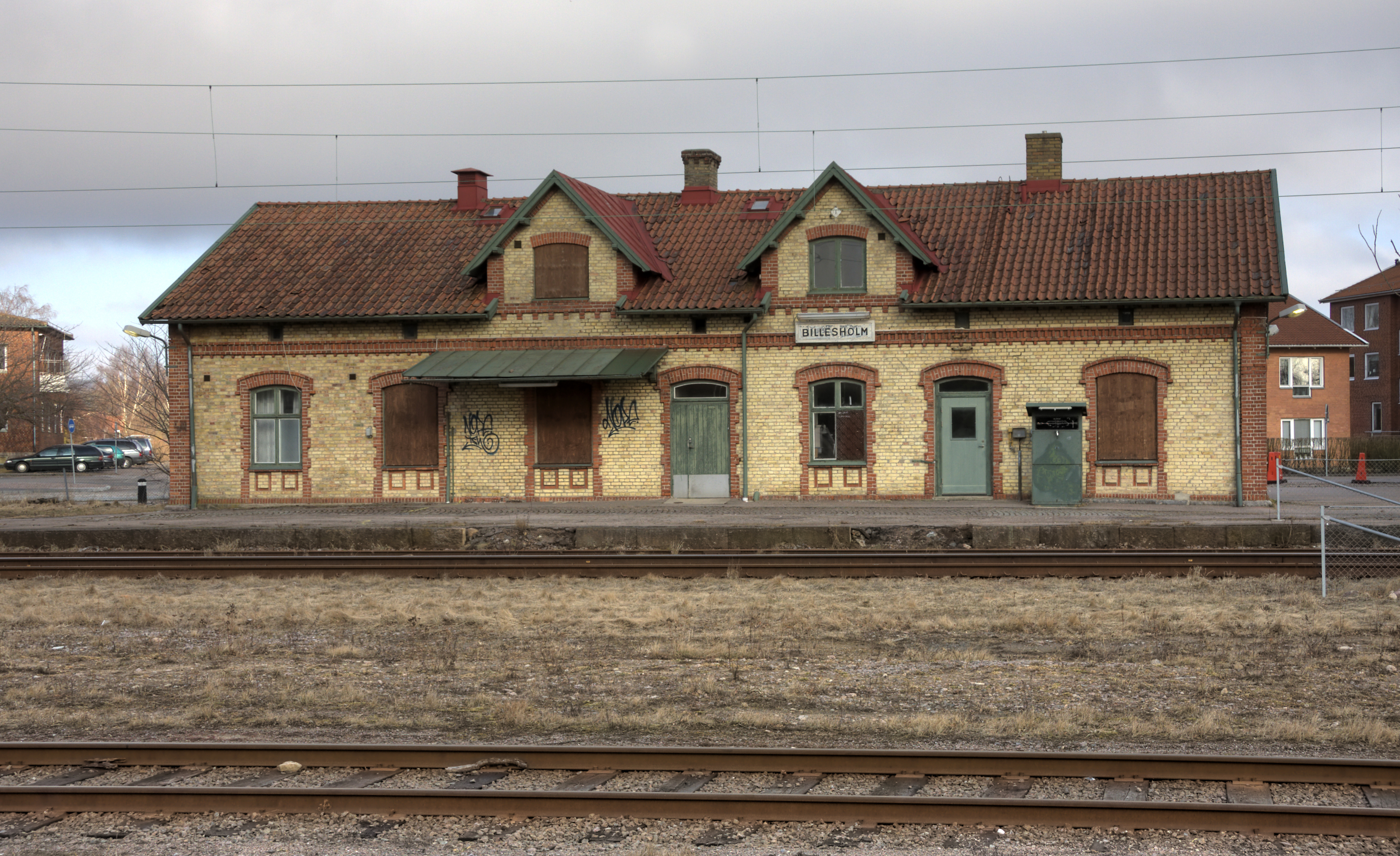
Залізнична станція Біллесгольм

## Виноски
1. ↑  Folkmangd i riket, lan och kommuner (шв.) . Центральне бюро статистики Швеції. Архів оригіналу за 20 серпня 2013. Процитовано 19 лютого 2013.